# Villaornate y Castro
Villaornate y Castro est une commune d'Espagne dans la province de León, communauté autonome de Castille-et-León. Elle s'étend sur 48,28 km2 et comptait environ 337 habitants en 2024. Outre la ville principale de Villaornate , le village de Castrofuerte appartient aussi à la municipalité.

## Localisation et climat
Villaornate y Castro est situé à environ 38 km au sud de León , au nord-ouest de la [[[meseta]] ibérique, à une altitude d'environ 720 m . L' Esla borde la commune à l'ouest. Le climat est rude en hiver, mais sec et chaud en été ; les pluies (499 mm/an) tombent principalement pendant les mois d’hiver.

## Évolution démographique
| Année      | 1981 | 1991 | 2001 | 2011 | 2021 | 2024 |
| Population | 676  | 618  | 502  | 402  | 321  | 337. |

Le déclin démographique important observé depuis les années 1950 est principalement dû à la mécanisation de l’agriculture ainsi qu’à l’abandon des petites exploitations et à la perte d’emplois qui en découle (exode rural).

## Personnalités liées à la commune
- Ana Gaitero (1965-), journaliste, née dans la commune.

## Site touristique
- Église de la Madeleine à Villaornate
- Église de Castrofuerte.

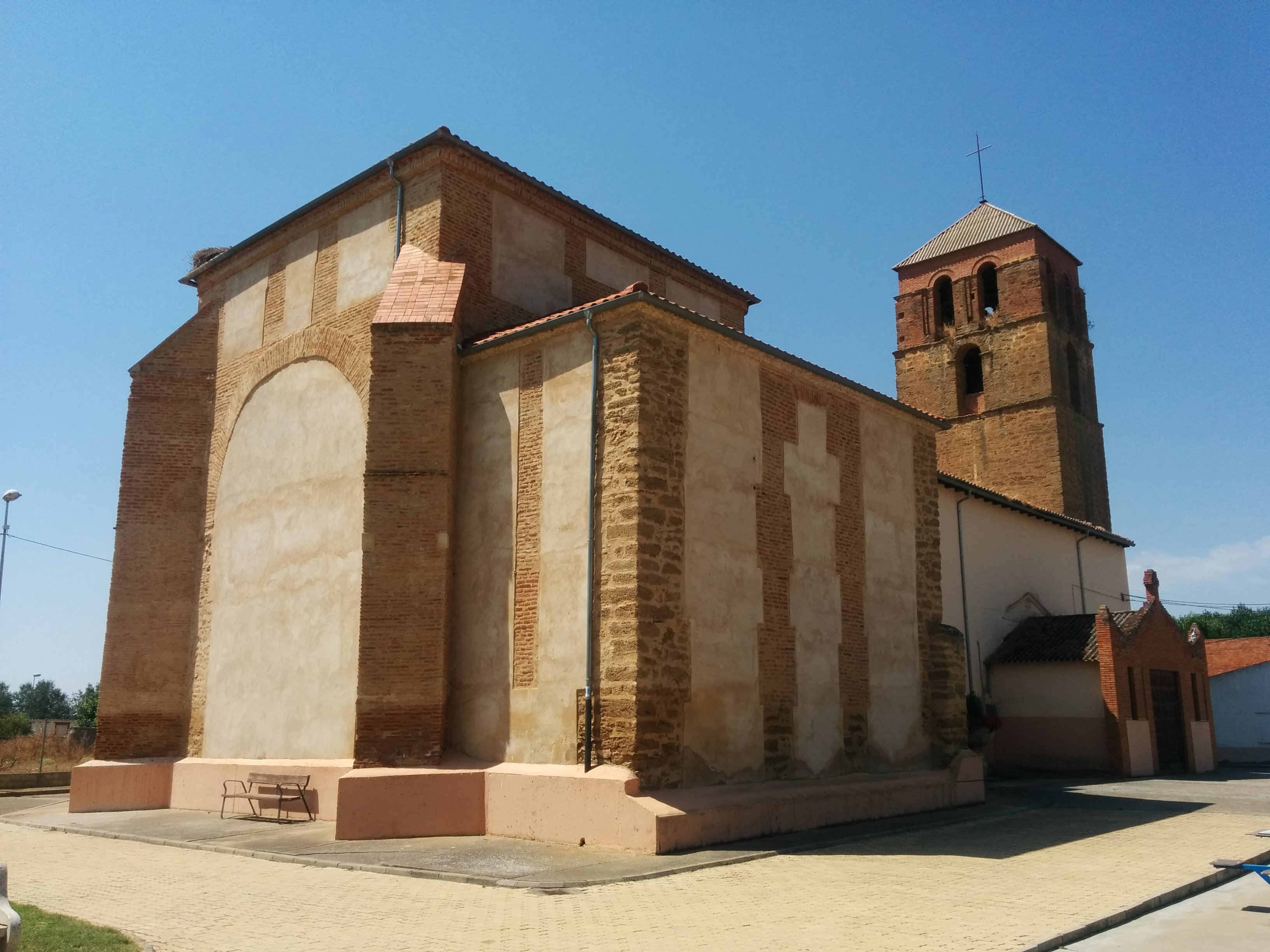
Église de la Madeleine
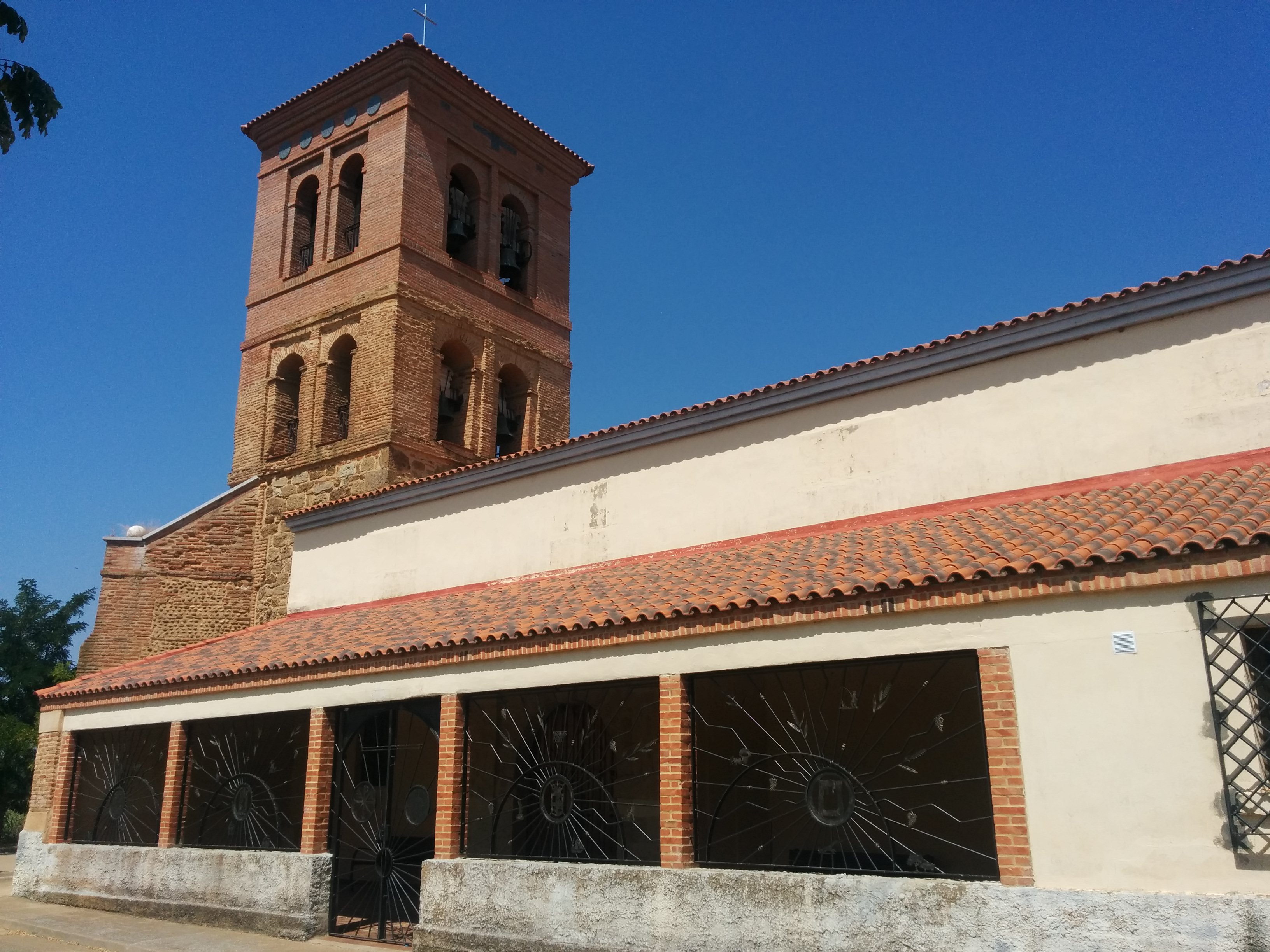
Église de Castrofuerte.
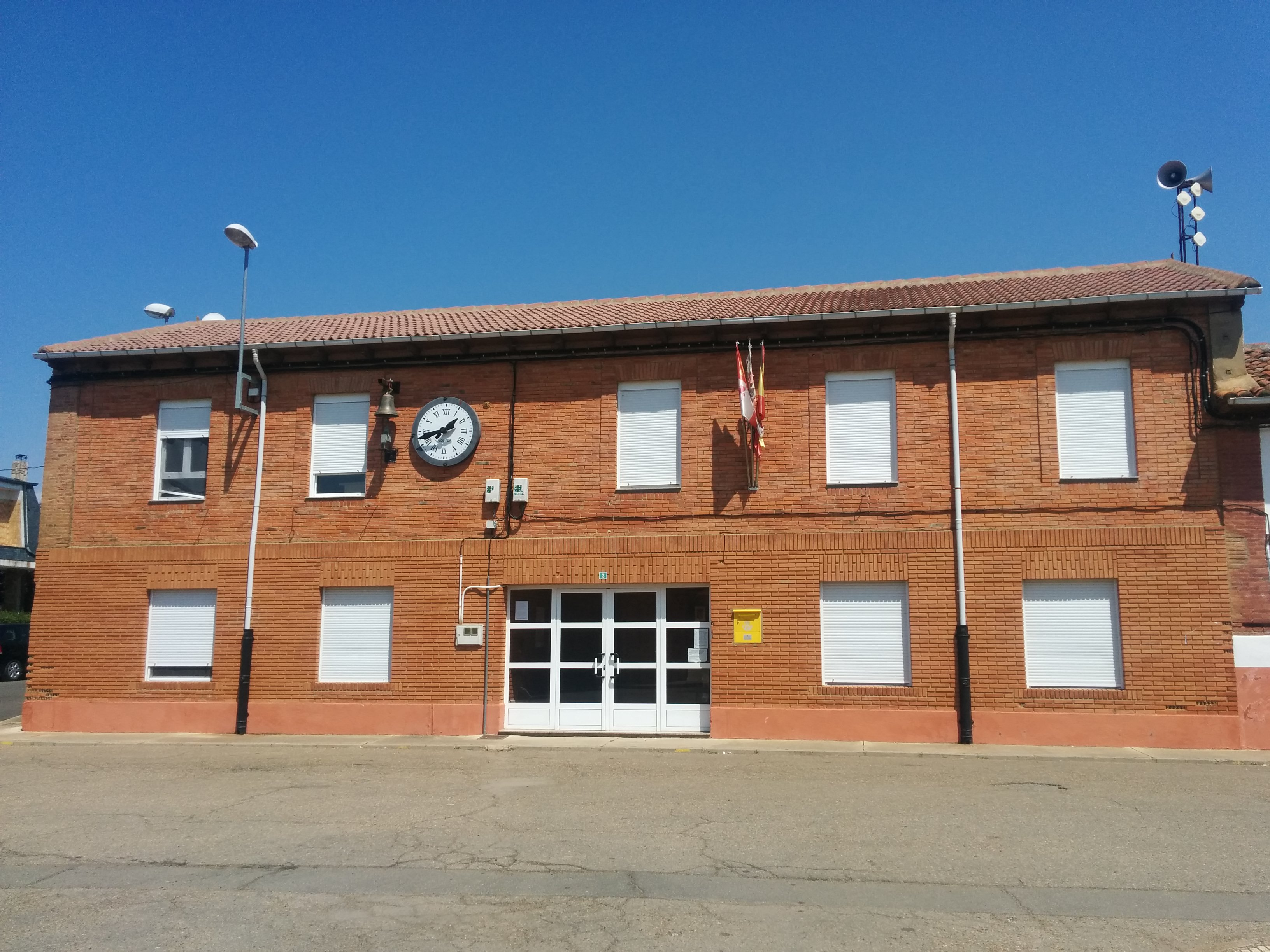
Hôtel de ville.